# Сен-Сильвен (Коррез)
Сен-Сильве́н (фр. Saint-Sylvain, окс. Sent Silvan) — коммуна во Франции, находится в регионе Лимузен. Департамент — Коррез. Входит в состав кантона Аржанта. Округ коммуны — Тюль.
Код INSEE коммуны — 19245.
Коммуна расположена приблизительно в 420 км к югу от Парижа, в 90 км юго-восточнее Лиможа, в 14 км к юго-востоку от Тюля.

## Население
Население коммуны на 2008 год составляло 145 человек.
| 1962 | 1968 | 1975 | 1982 | 1990 | 1999 | 2008 |
| ---- | ---- | ---- | ---- | ---- | ---- | ---- |
| 153  | 163  | 131  | 135  | 139  | 139  | 145  |

## Администрация
| Период | Период | Фамилия       | Партия | Примечания |
| ------ | ------ | ------------- | ------ | ---------- |
| 2001   | 2008   | Люсет Лубланш |        |            |
| 2008   |        | Анри Лаль     |        |            |

## Экономика

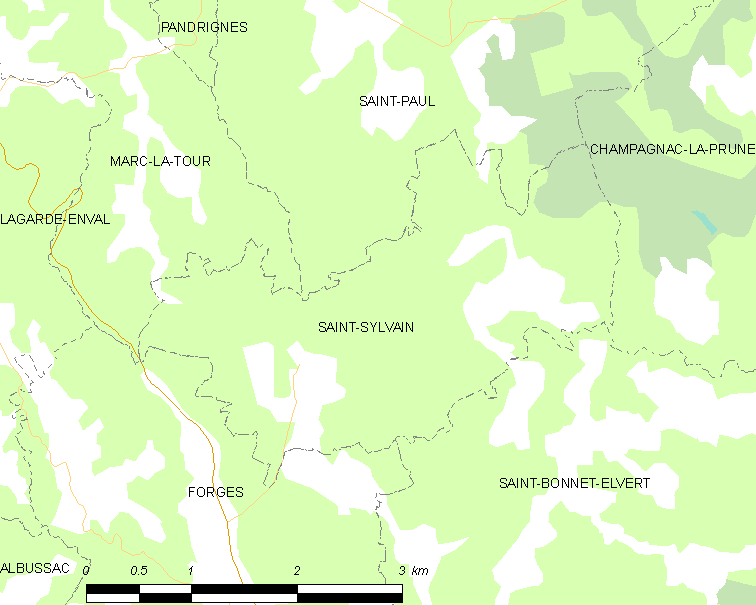
Карта коммуны

В 2007 году среди 89 человек в трудоспособном возрасте (15-64 лет) 57 были экономически активными, 32 — неактивными (показатель активности — 64,0 %, в 1999 году было 77,6 %). Из 57 активных работали 46 человек (29 мужчин и 17 женщин), безработных было 11 (7 мужчин и 4 женщины). Среди 32 неактивных 7 человек были учениками или студентами, 13 — пенсионерами, 12 были неактивными по другим причинам.